# Mario Sebastián
Mario Cándido Sebastián (Santa Fe, 7 maggio 1926 – 21 agosto 2006) è stato un pallanuotista argentino, che ha partecipato alle Olimpiadi di Helsinki 1952.
Ha vinto un oro ai Giochi panamericani 1951 e 1 oro a quelli del 1955.
Era il nonno della nuotatrice olimpica Julia Sebastián.